# Mesosemia acuta
Mesosemia acuta is een vlindersoort uit de familie van de prachtvlinders (Riodinidae), onderfamilie Riodininae.
Mesosemia acuta werd in 1873 beschreven door Hewitson.